# Susannah Dean
Susannah Odetta Holmes Dean är en fiktiv karaktär och en av huvudpersonerna i Det mörka tornet-serien, skapad av den amerikanska författaren Stephen King. Hon introducerades i den andra boken i serien, De tre blir dragna, och har sedan dess varit en av protagonisterna i Rolands ka-tet.
Roland Deschain möter Susannah Dean första gången, genom en dörr in i hennes undermedvetna märkt med orden Skuggornas dam. Som liten flicka fick hon en tegelsten i huvudet, avsiktligt släppt av en av seriens antagonister, Jack Mort, vilket gav upphov till en period i koma som resulterade i schizofreni och skapandet av två olika personaliteter: Detta Walker och Odetta Holmes. Tjugo år senare knuffar Mort ner henne från en tågperrong i samma stund som tåget anländer, men en annan man räddar henne undan döden. Dock förlorar hon sina båda ben, vilket gör henne rullstolsbunden för resten av livet.